# Кладбищенские церкви и часовни Санкт-Петербурга

## Церкви

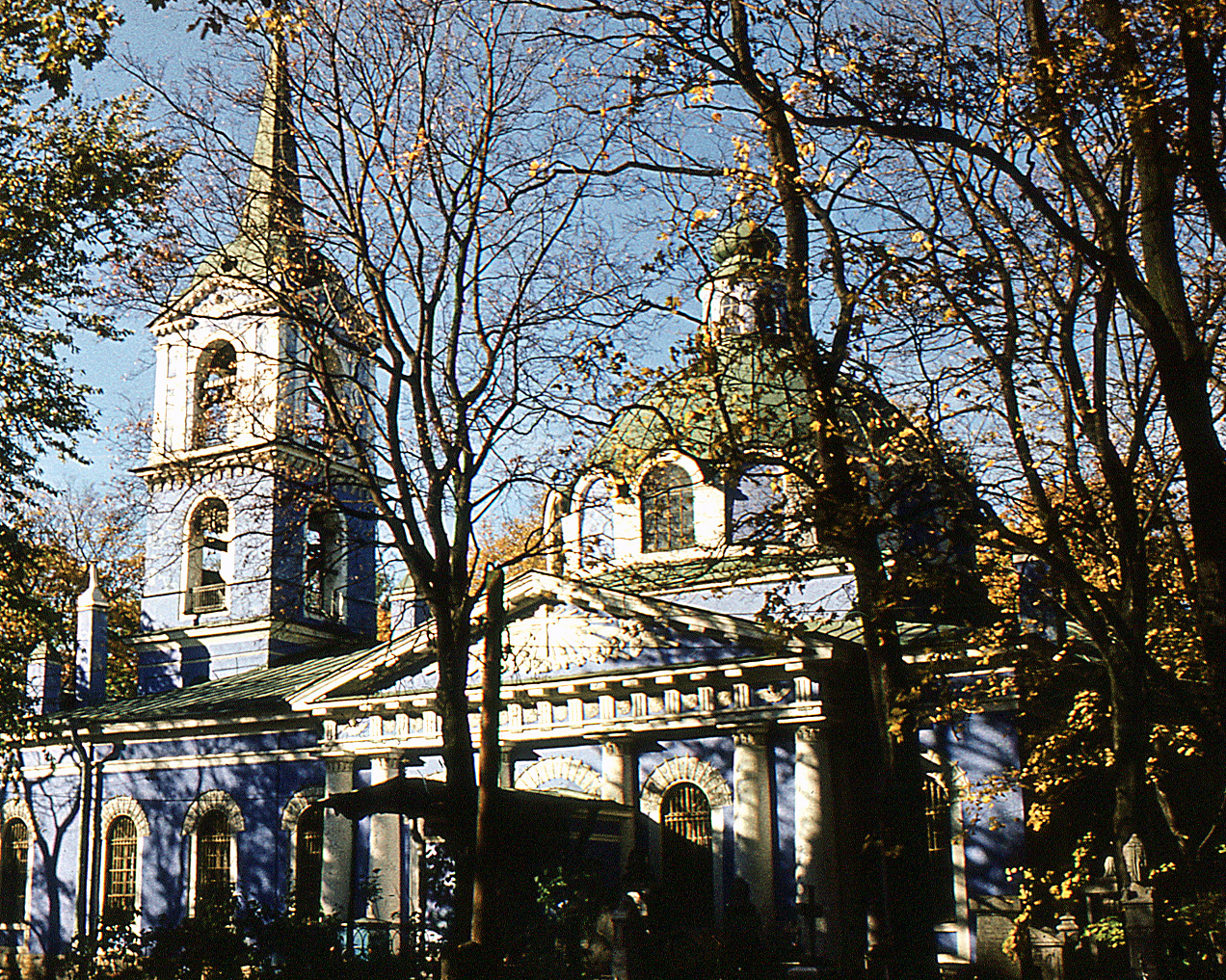
Церковь Смоленской иконы Божией Матери

### Смоленская церковь
Смоленское православное кладбище, Камская ул., д. 24, (1786—1790).
Построена в 1786—1790 годах в стиле раннего русского классицизма по проекту архитектора А. А. Иванова. 1 октября 1790 года был освящён главный алтарь во имя Смоленской иконы Божией Матери.
Церковь находилась у обновленцев с начала 1920-х годов. В 1938 году в неё передали чтимый список Казанской иконы Божией Матери, первоначально находившийся в Казанском соборе (ради которого собор и был построен). Церковь была закрыта в 1940 году, а икону Божией Матери передали в Князь-Владимирский собор, где она пребывала более полувека и лишь в 2001 году была возвращена в Казанский собор. Внутреннее убранство храма было уничтожено. В 1947 году церковь возвращена приходу и 8 февраля того же года вновь освящена.

### Воскресенская церковь
Смоленское православное кладбище, Камская ул., д. 24, (1901—1903, арх. В. А. Демяновский)
Уникальная для Петербурга церковь, построенная в стиле Московского (Нарышкинского) барокко. Длительное время находилась в разорённом состоянии и её предполагалось использовать в качестве водонапорной башни.

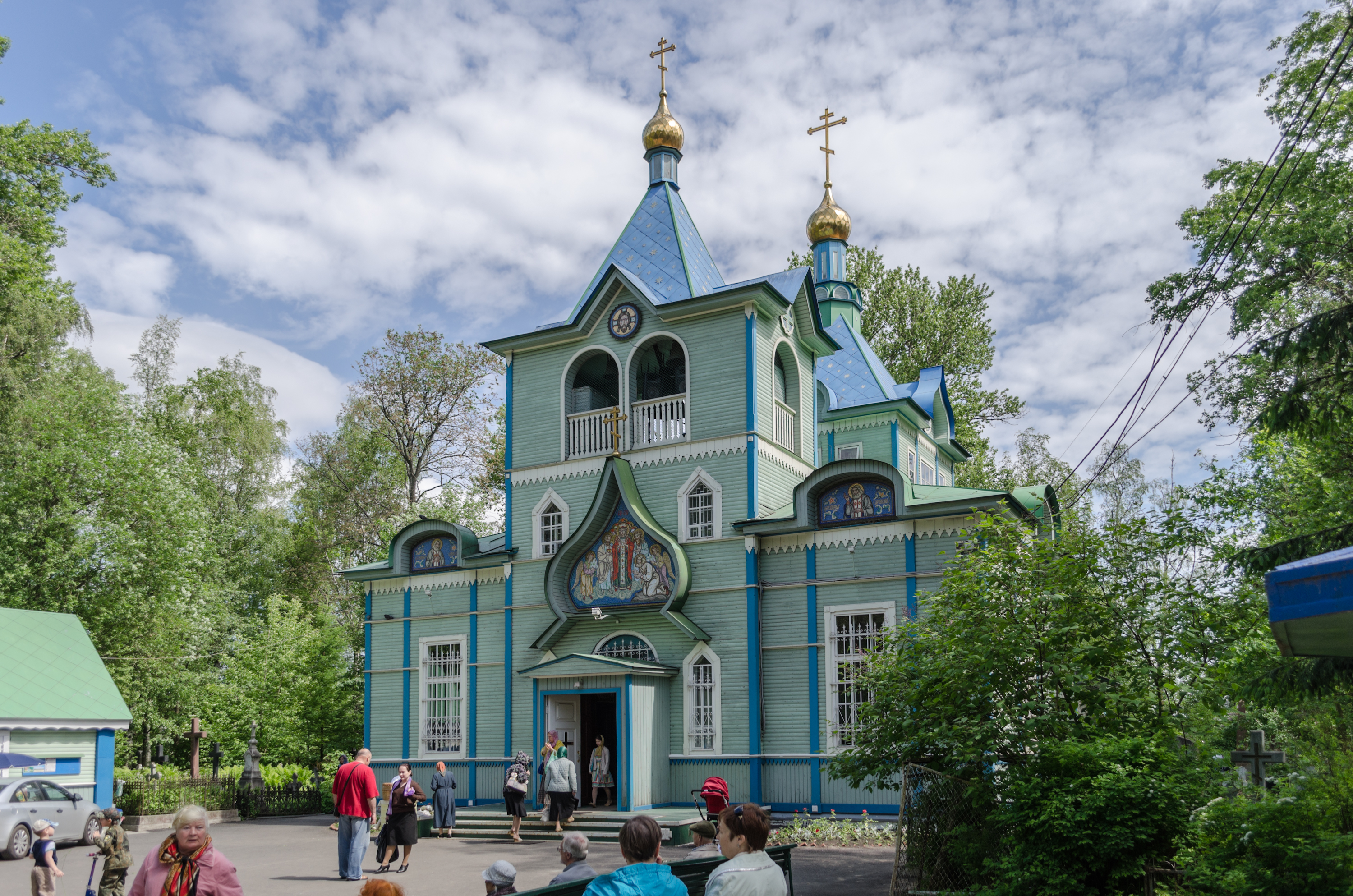
Церковь Серафима Саровского

### Церковь Серафима Саровского
Серафимовское кладбище, Серебряков пер., д. 1, (1906—1907, арх. А. Ф. Барановский, Н. Н. Никонов)

### Церковь Александра Невского
Шуваловское кладбище, Выборгское ш., д. 106, (1885—1886, арх. К. А. Кузьмин)

### Церковь Святого Иова (Крюковская)
Волковское православное кладбище, Камчатская ул., д. 6, (1885—1887, арх. И. А. Аристархов)

### Церковь Иоанна Богослова
Богословское кладбище, пр. Мечникова, д. 4, (2000).
Построена в память закрытого и снесённого в 1938 году храма св. апостола и евангелиста Иоанна Богослова. Ранее существовавший храм был заложен митрополитом Питиримом в 1915 году как храм-памятник павшим в первую мировую войну воинам; освящён в 1916 году епископом Ямбургским Анастасием. Престол нового храма освящён собором священников в октябре 2000 года (праздники 21 мая и 9 октября); после службы при храме проводятся воскресные беседы.

### Казанская церковь
Красненькое кладбище, пр. Стачек, д. 98, (2000—2001, арх. В. В. Харитоненко)

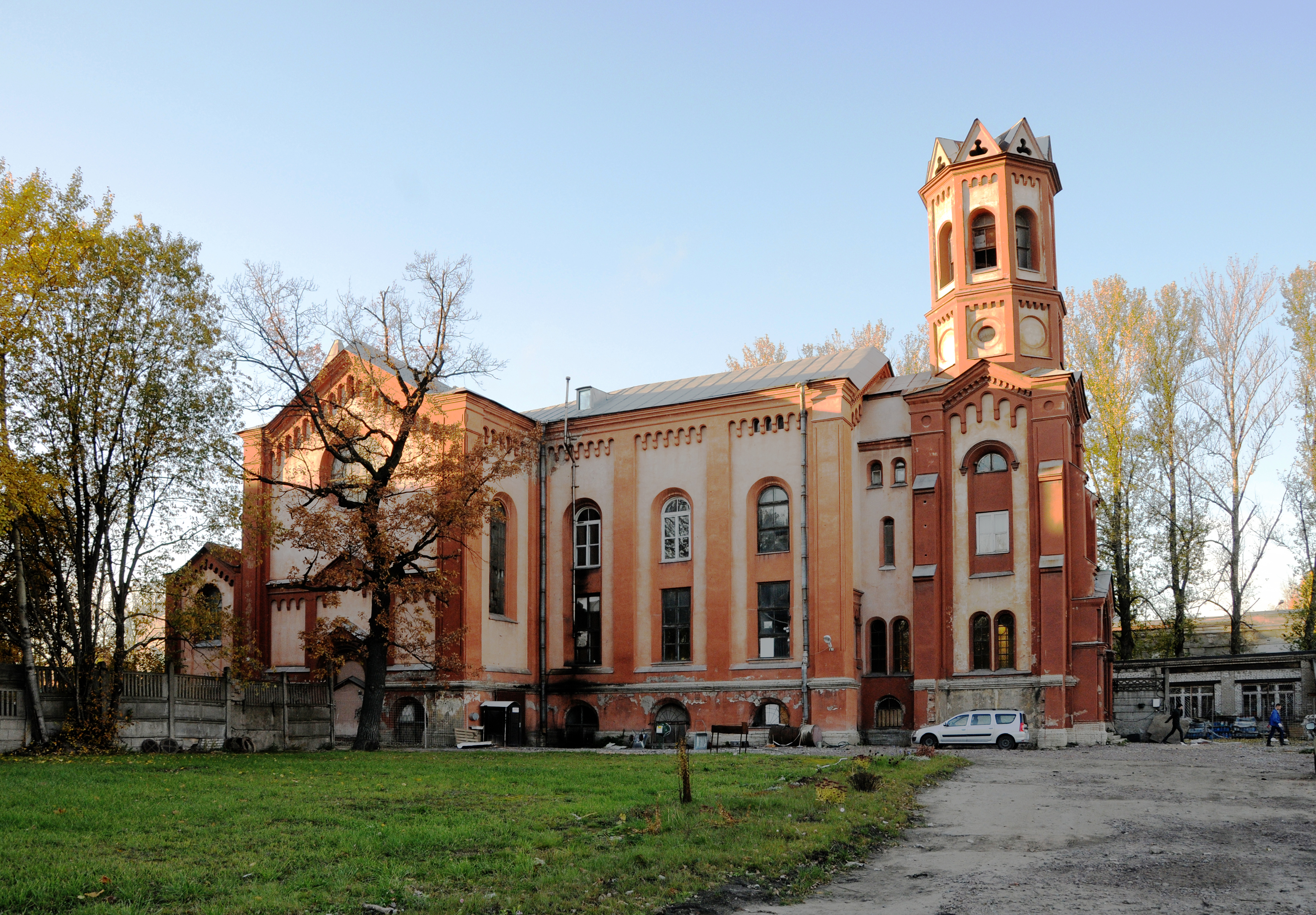
Католическая церковь и участки св. Брунона и св. Петра на бывшем Выборгском римско-католическом кладбище, 2014 г.

### Церковь Николая Чудотворца (Никоновская)
Большеохтинское кладбище, пр. Металлистов, д. 5, (1812—1814, архитектор неизвестен)

### Церковь Спаса Нерукотворного (Спасо-Парголовская)
Шуваловское кладбище, Выборгское ш., д. 106а, (1876—1880, арх. К. А. Кузьмин). Храм заложен 11 июля ст. ст. 1876 года, основными жертвователями были крестьяне и, отчасти, дачники; освящён 8 сентября ст. ст. 1880 года митрополитом Исидором. В храме были устроены склепы; хранились метрические книги, ведшиеся с 1769 года. Храм действующий, не закрывался, трёхпридельный:
- главный придел освящён в честь Нерукотворённого Спаса (праздник 29 августа);
- правый — в честь Покрова Пресвятой Богородицы (14 октября);
- левый — в честь Святителя Николая Чудотворца (22 мая и 19 декабря)[2].

При храме имеется воскресная школа для детей и взрослых, библиотека и видеотека, проводятся занятия по Закону Божию, церковному пению; имеется музыкально-театральная студия, подготовительные классы в общеобразовательную школу и проч.. Памятник архитектуры, охраняется государством.

### Храмы в селе Рыбацком

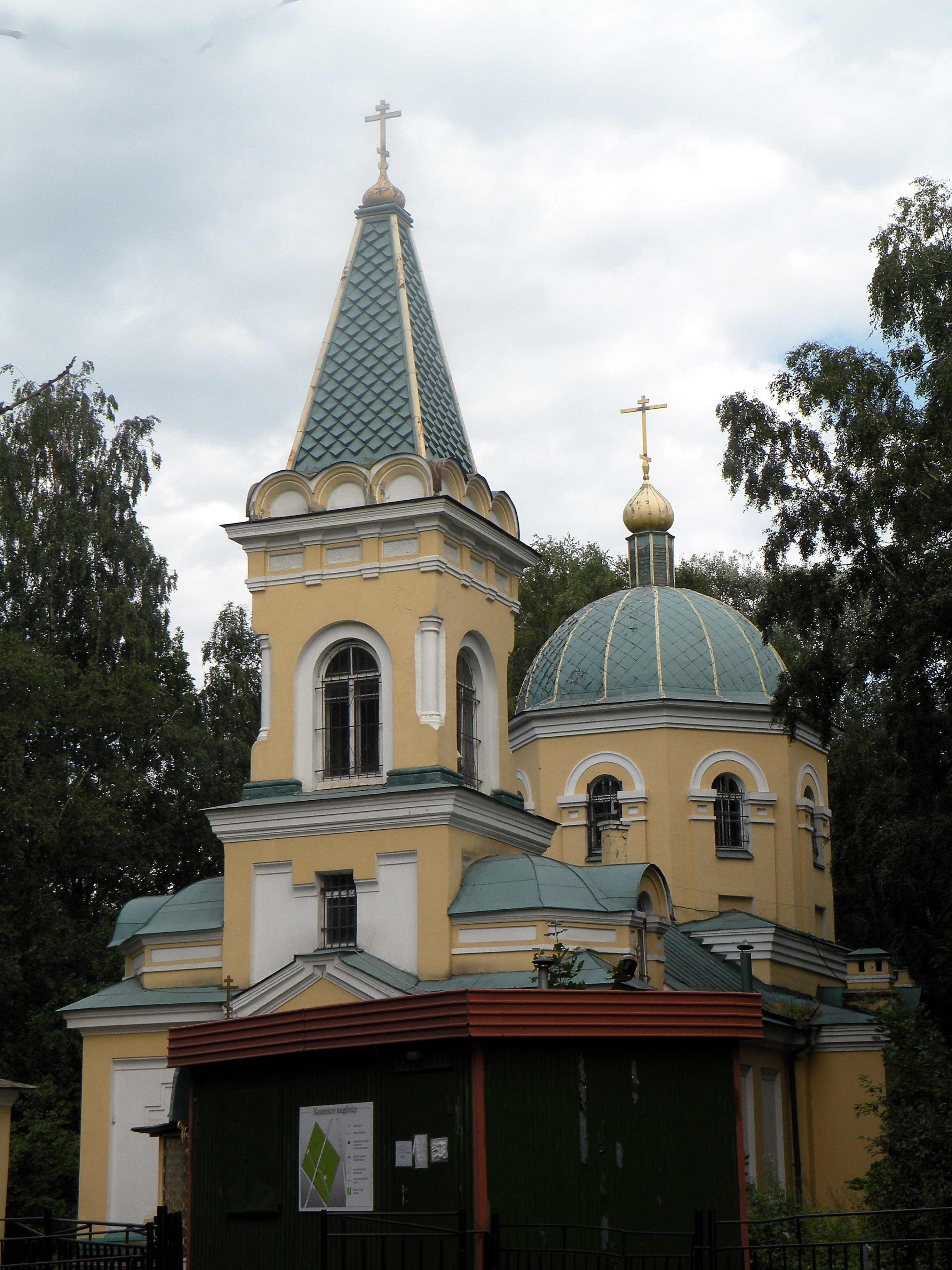
Знаменская старообрядческая церковь в селе Рыбацком.

#### Знаменская старообрядческая церковь
Находится на Казанском кладбище.

#### Покровская церковь
Каменный храм освящён 12 января ст. ст. 1744 года протоиереем Феодором Дубянским (Дубенским), духовником Императрицы Елизаветы I; впоследствии возведён второй этаж и освящён 21 июля 1792 года. Снесён в 1936 году; на месте алтаря в 2003 году установлен памятный крест, а в 2004 году — небольшая колоколенка. Богослужения совершаются в приписном храме-часовне Покрова Пресвятой Богородицы, который был заложен в створе улицы Дм. Устинова, на Рыбацком проспекте, рядом с местом разрушенной Покровской церкви и освящён иерейским чином 4 января 2006 года. При храме действует воскресная школа для детей и взрослых, православный видео-лекторий и хор.

### Храмы на Северном кладбище

#### Храм Успения Пресвятой Богородицы
Деревянная церковь на каменном фундаменте заложена 29 августа ст. ст. 1874 года, освящена 6 декабря ст. ст. 1874 года протоиереем со Смоленского православного кладбища Иоанном Исполатовым, с местным причтом; кроме главного алтаря во имя Успения Божией Матери был и правый придел в честь апостолов Петра и Павла, освящённый 29 мая 1879 года тем же протоиереем, снесена в 1937 году; взамен с 1993 года строится новая каменная церковь по проекту архитектора О. Г. Малышковой.

#### Храм свт. Николая Чудотворца
Деревянный храм малых размеров с невысоким шатром звонницы и луковичной главкой, построен в 1993—1994 годах; освящён 28 августа 1994 года (престольные праздники 22 мая и 19 декабря). Богослужения проводятся по дням особого поминовения усопших, а также по воскресеньям и праздникам; рядом с храмом возведена небольшая часовня с луковичной главкой.

### Костёл Посещения Девой Марией Елизаветы
Выборгское римско-католическое кладбище, Минеральная ул., д. 21, 1856—1879 годы, арх. Н. Л. Бенуа

### Церковь Святого Воскресения (Сурб Арутюн)
Находится на Смоленском армянском кладбище, по адресу наб. р. Смоленки, 29.

## Часовни

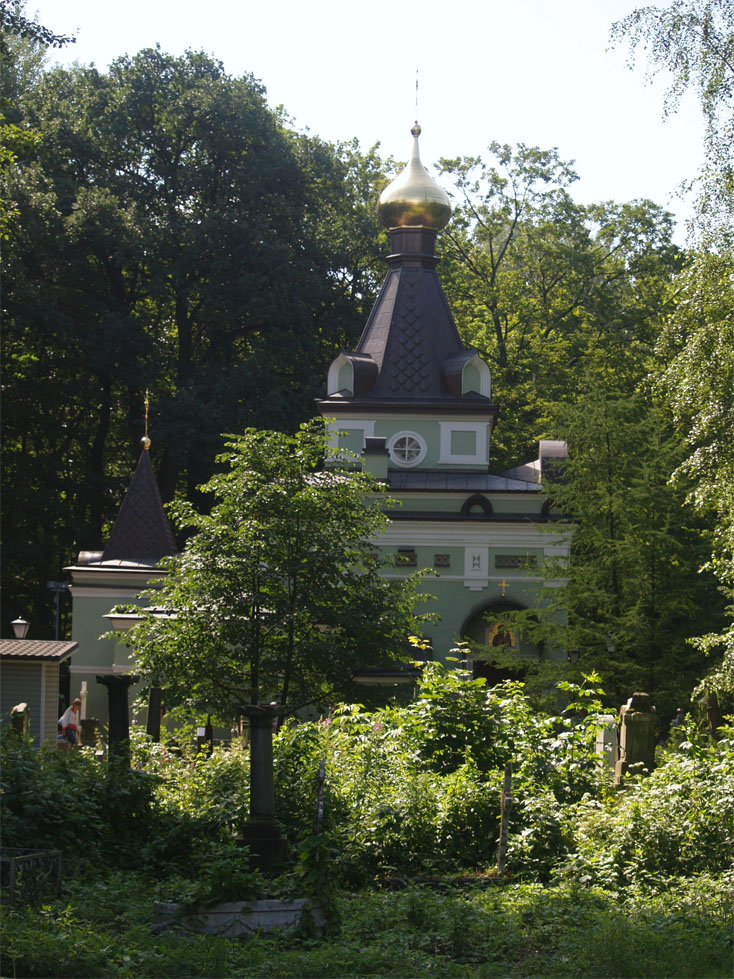
Часовня Ксении Блаженной

### Часовня Ксении Блаженной
На Смоленском православном кладбище, Камская ул., д. 24.
Построена в 1902 году. Архитектор А. А. Всеславин. Популярное место паломничества, связанное с блаженной Ксенией Петербургской.

### Троицкая часовня
Смоленское православное кладбище, Камская ул., д. 24, (2001—2002, арх. С. В. Самусенко). Поставлена в память разобранной «на кирпич по распоряжению богоборческой власти» в 1932 году Церкви во имя Святой Животворящей Троицы, на месте главного престола.

### Часовня Александра НевскоговКоломягах
Построена в первой половине 1880-х годов по проекту архитектора Фёдора фон Пирвица. Строительство шло на пожертвования жителей Коломяг, которые молились об избавлении от вспыхнувшей эпидемии холеры. Восстановлена в 1989 году, освящена в 1990 году Святейшим Патриархом Алексием II.

### Часовня Воздвижения Честного Креста Господня и Елены Царицы
Находится при больнице Чудновского.

### Часовня Иконы Божией Матери Всех Скорбящих Радость
Находится при подворье Валаамского монастыря.

### Часовня Иоасафа, епископа Белгородского
Находится при детской инфекционной больнице, построена в 1910-е годы.

### Часовня Николая Чудотворца(Спас-на-Водах)
Английская набережная (1911 год).
Восстановлена на месте разрушенного при советском режиме храма-памятника морякам, погибшем при Цусиме, построенного по народной подписке.

### Часовня Николая Чудотворца
Находится при подворье Введено-Оятского монастыря (бывш. подворье Кашинского Сретенского монастыря) (1907).

### Часовня Новомучеников и Исповедников Российских
При Феодоровском соборе.

### Часовня Троицы Живоначальной
Возведена в честь 300-летия Санкт-Петербурга (2003 год).

### Часовня свт. Тихона, патриарха Московского
Находится на Южном кладбище, Волхонское шоссе, д.1.  Проект Н. П. Величко, освящена 5 марта 1994 года в честь патриарха Московского и Всея России, святителя Тихона, окормляется причтом Софийского собора города Пушкина.